# Романова, Элеонора Алексеевна
Элеоно́ра Алексе́евна Рома́нова (р. 17 августа 1998) — российская, ранее украинская, гимнастка. Многократный призёр международных соревнований по художественной гимнастике. Чемпионка Украины среди юниорок 2013 года.
Получила российское гражданство в сентябре 2016 года.

## Спортивная карьера

### Юниорский период
Начала заниматься гимнастикой в пятилетнем возрасте. Выступать на международных соревнованиях по художественной гимнастике стала в 2011 году, после того, как попала в киевскую школу Дерюгиных. Первой медалью было командное серебро на этапе Кубка мира в Киеве-2012. В том же году Элеонора приняла участие в Чемпионате Европы, где заняла 4-е место в командном первенстве (вместе с Анастасией Мульминой), 6-е место в упражнениях с обручем и 8-е — с лентой. Триумфом обернулось выступление на Весеннем кубе (Spring Cup) в румынском Плоешти — 4 золотых и 1 серебряная медали в 5 дисциплинах. Золото на соревнованиях в Бенидорме.
Сезон 2013 года начался с московского этапа Гран-при, где Элеонора завоевала «серебро», пропустив вперёд только россиянку Юлию Бравикову. На таллинском этапе Кубка мира — сразу три «золота» и одно «серебро». Позже, в том же году получила бронзовую награду в индивидуальном многоборье на Кубке Ирины Делеану. В том же году — первое место и золотая медаль в индивидуальном многоборье на Чемпионате Украины среди КМС. Завершился сезон 2013 года участием в соревновании Aeon Cup в Токио, называемом также клубным Чемпионатом мира, где воспитанницы школы Дерюгиных вместе с Элеонорой взяли «бронзу».

## Взрослый период

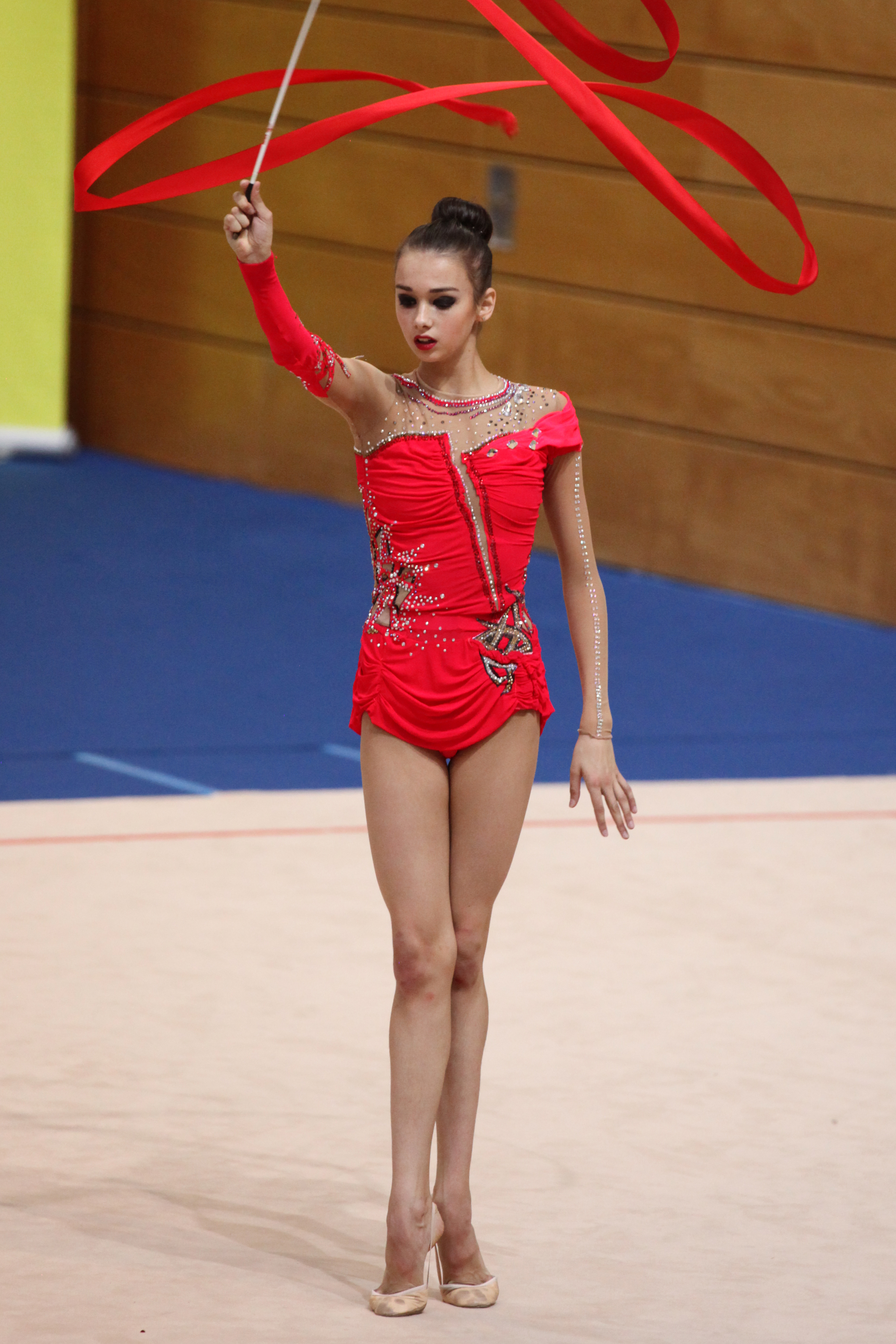
Выступление с лентой в финале Гран-при 2014 года.

Участие во взрослых соревнованиях началось с этапа Гран-при в Израиле, где завоевала «бронзу» в упражнениях с мячом. Принимала участие в минском и софийском этапах Кубка мира, где, однако, призовых мест не заняла. Проходивший в сентябре Чемпионат мира стал более удачным, чем этапы Кубка мира — «бронза» в командных выступлениях (в команде с Анной Ризатдиновой и Викторией Мазур). Месяц спустя Элеонора второй раз приняла участие в токийском Aeon Cup, где команда Дерюгиных вновь заняла третье место. Приняла киевская гимнастка участие и в финале Гран-при в австрийском Инсбруке, пройдя в заключительную часть соревнований во всех четырёх дисциплинах. Правда, Элеонора осталась за пределами пьедестала почёта.
Более богатым на медали оказался 2015 год. В частности, сразу три бронзовых награды на Кубке Валентина. Бронза в командном многоборье на Чемпионате Европы в Минске. Бронза на Чемпионате мира в Штутгарте. Серебро и бронза на «Балтийском Обруче» (в упражнениях с мячом и обручем, соответственно). Также Элеонора приняла участие в ряде других соревнований, в том числе, в этапах Кубка мира в Лиссабоне, Пезаро и Софии, в этапе Гран-при в израильском Холоне, а также на Европейских играх в Баку.
В начале 2016 года семья Романовых решила покинуть Украину — родители Элеоноры проживали в Краснодоне (в результате боевых действий на Донбассе перешедшим под контроль ЛНР). К тому же экономические и политические проблемы Украины не могли не затронуть спортивную сферу — расходы государства на спорт существенно сократились. Заниматься приходилось в неприспособленном помещении подвального типа, где к тому же были проблемы с отоплением. Семья спешно перебралась в Россию, Российская гимнастическая федерация высказала мнение, что Элеонору можно назвать политическим беженцем из-за радикализации отношений на Украине, в то время как Романовы родом с Донбасса. В сентябре 2016 года президент России Владимир Путин подписал указ о предоставлении российского гражданства Элеоноре Романовой, а также ещё одной украинской спортсменке — чемпионке мира по шашкам Дарье Ткаченко.
В России Элеонора занимается в школе Ирины Винер в Новогорске; тренер — олимпийская чемпионка 2012 года Евгения Канаева. Спортивная лицензия Элеоноры, выданная украинской Федерацией гимнастики, действовала до 2018 года, из-за чего девушка была вынуждена пропустить международные соревнования.
В 2018 году Элеонора завоевала «золото» в индивидуальном многоборье на соревнованиях Южного и Северо-Кавказского федерального округов, а также бронзу на Открытом кубке на призы заслуженного мастера спорта Алии Гараевой.

## Семья
По состоянию на 2012 год (до событий на Донбассе) было известно, что отец девушки, Алексей Викторович, работал в сфере торговли, мать, Ульяна Владимировна, — медсестрой в противотуберкулёзном диспансере. У Элеоноры есть младшая сестра, Майя. В детские годы гимнастка помимо школы отдельно занималась английским языком, посещала художественную школу.
Художественной гимнастикой Элеонора начала заниматься в 5 лет. По словам отца, целеустремлённая («если она захочет чего-то добиться, то обязательно добьется»), любит читать книги, рисовать, ходить в кино, очень общительна. Среди других гимнасток ей нравятся Анна Бессонова и Наталья Годунко.

## Музыка на выступлениях
| Год  | Гимнастический предмет | Музыкальное сопровождение                                                              |
| ---- | ---------------------- | -------------------------------------------------------------------------------------- |
| 2018 | Лента                  | Тема из «Семнадцати мгновений весны» Микаэла Таривердиева                              |
| 2015 | Мяч                    | Seven Nation Army группы The White Stripes                                             |
| 2015 | Обруч                  | Тема из фильма «Любовная история» в исполнении оркестра 101 Strings                    |
| 2015 | Булавы                 | Танец клоунов Дмитрия Кабалевского в исполнении Манхэттенского эстрадного оркестра     |
| 2015 | Лента                  | Grand Guignol из альбома Mar dulce группы Bajofondo                                    |
| 2014 | Мяч                    | Seven Nation Army группы The White Stripes                                             |
| 2014 | Обруч                  | Do You Only Wanna Dance оркестра Julio Daviel Big Band (дирижёр Анхель Пенья)          |
| 2014 | Булавы                 | Sweet Dreams (микс) в записи Tanghetto и Авичи                                         |
| 2014 | Лента                  | Pa' Bailar группы Bajofondo                                                            |
| 2013 | Мяч                    | Тема из «Энгри Бёрдз» в исполнении Лондонского филармонического оркестра и Эндрю Скита |
| 2013 | Обруч                  | Do You Only Wanna Dance оркестра Julio Daviel Big Band (дирижёр Анхель Пенья)          |
| 2013 | Булавы                 | ?                                                                                      |
| 2013 | Лента                  | Pa' Bailar группы Bajofondo                                                            |

## Результаты соревнований
| Взрослые международные                                                                                   | Взрослые международные           | Взрослые международные | Взрослые международные | Взрослые международные | Взрослые международные | Взрослые международные | Взрослые международные |
| Год | Событие                          | Многоборье             | Команда                | Обруч                  | Мяч                    | Булавы                 | Лента                  |
| --- | -------------------------------- | ---------------------- | ---------------------- | ---------------------- | ---------------------- | ---------------------- | ---------------------- |
| 2015 | Чемпионат мира                   | 25-е (Q)               | 3-е                    |                        | 18-е (Q)               | 29-е (Q)               | 26-е (Q)               |
| 2015 | Кубок мира в Софии               | 18-е                   |                        | 18-е (Q)               | 13-е (Q)               | 23-е (Q)               | 17-е (Q)               |
| 2015 | Кубок Будапешта                  | 7-е                    |                        | 4-е                    | 5-е                    | 10-е (Q)               | 19-е (Q)               |
| 2015 | Европейские игры                 | 16-е                   |                        | 16-е (Q)               | 19-е (Q)               | 12-е (Q)               | 15-е (Q)               |
| 2015 | Гран-при в Холоне                | 12-е                   |                        | 15-е (Q)               | 12-е (Q)               | 7-е                    | 13-е (Q)               |
| 2015 | Чемпионат Европы                 |                        | 3-е                    | 26-е (Q)               | 9-е (Q)                |                        | 10-е (Q)               |
| 2015 | Кубок мира в Пезаро              | 16-е                   |                        | 11-е (Q)               | 10-е (Q)               | 14-е (Q)               | 19-е (Q)               |
| 2015 | Кубок мира в Лиссабоне           | 11-е                   |                        | 15-е (Q)               | 9-е (Q)                | 9-е (Q)                | 19-е (Q)               |
| 2015 | Балтийский обруч                 | 5-е                    |                        | 3-е                    | 2-е                    | 5-е                    | 6-е                    |
| 2015 | Кубок Валентина                  | 3-е                    |                        | 3-е                    | 3-е                    | 4-е                    | 4-е                    |
| 2015 | Огни Лос-Анджелеса 2015          | 5-е                    | 3-е                    |                        |                        |                        |                        |
| 2014 | Финал Гран-при                   | 6-е                    |                        | 6-е                    | 5-е                    | 6-е                    | 6-е                    |
| 2014 | 2014 Aeon Cup                    | 9th                    | 3-е                    |                        |                        |                        |                        |
| 2014 | Чемпионат мира                   |                        | 3-е                    | 22-е (Q)               | 27-е (Q)               |                        |                        |
| 2014 | Кубок мира в Софии               | 23-е                   |                        | 33-е (Q)               | 17-е (Q)               | 13-е (Q)               | 23-е (Q)               |
| 2014 | Кубок мира в Минске              | 18-е                   |                        | 25-е (Q)               | 12-е (Q)               | 8-е                    | 29-е (Q)               |
| 2014 | Гран-при в Холоне                | 7th                    |                        | 3rd                    | 7th                    |                        |                        |
| Молодёжные международные                                                                                 |                                  |                        |                        |                        |                        |                        |                        |
| Год | Событие                          | Многоборье             | Команда                | Обруч                  | Мяч                    | Булавы                 | Лента                  |
| 2013 | Aeon Cup                         | 3-е                    | 3-е                    |                        |                        |                        |                        |
| 2013 | Кубок мира в Бухаресте           | 3-е                    |                        | 5-е                    | 6-е                    | 2-е                    | 2-е                    |
| 2013 | Кубок мира в Лиссабоне           |                        | 5-е                    | 3-е                    | 2-е                    |                        |                        |
| 2013 | Гран-при в Москве                | 2-е                    |                        |                        |                        |                        |                        |
| 2012 | Чемпионат Европы среди юниоров   |                        | 4-е                    | 6-е                    |                        |                        | 8-е                    |
| 2012 | Весенний кубок                   |                        | 1-е                    | 1-е                    | 1-е                    | 1-е                    | 2-е                    |
| 2012 | Международный турнир в Бенидорме |                        | 1-е                    |                        |                        |                        |                        |
| 2012 | Кубок мира в Киеве               |                        | 2-е                    | 2-е                    |                        |                        | 3-е                    |
| Национальные                                                                                             |                                  |                        |                        |                        |                        |                        |                        |
| Год | Событие                          | Многоборье             | Команда                | Обруч                  | Мяч                    | Булавы                 | Лента                  |
| 2015 | Чемпионат Украины                | WD                     |                        |                        |                        |                        |                        |
| 2014 | Чемпионат Украины                | 4-е                    |                        |                        |                        |                        |                        |
| 2013 | Чемпионат Украины среди юниоров  | 1-е                    |                        |                        |                        |                        |                        |
| 2012 | Чемпионат Украины среди юниоров  | 2-е                    |                        |                        |                        |                        |                        |
| Q = Место в квалификационных соревнованиях; WD = Снялась с соревнований; NT = Без командных соревнований |                                  |                        |                        |                        |                        |                        |                        |